# Eletica ornatipennis
Eletica ornatipennis es una especie de coleóptero de la familia Meloidae.

## Distribución geográfica
Habita en Angola.